# 大隊

NATO軍の歩兵大隊を表す兵科記号

大隊（だいたい）は、陸軍編制上の戦術単位の一つ。連隊の下位で、中隊の上位。通常は、単一の兵科によって編成する。隊長は中佐または少佐。2 - 6個程度の中隊から編成され、現代においてはおおむね500 - 600名程度となるが、これらは時代・兵科・装備・作戦内容などにより大きく増減される。
英語では「バタリオン」(battalion) と呼称する。大隊は独立した活動を行うことができる最も小さな戦術単位であるが、通常は師団・旅団・連隊の一部である。ただし、中間指揮結節と呼ばれる重要な立ち位置にあり、戦力の骨幹を成す単位である。
連隊・旅団・師団の隷下に入らず、軍団長や軍司令官・軍集団司令官など上級部隊指揮官の麾下で特命に従事する大隊も存在し、これは特に独立大隊という。独立大隊の例としては、旧陸軍の独立歩兵大隊などや、日本が初めて国連平和維持活動としてカンボジアに派遣したカンボジア派遣施設大隊（約600名）、ドイツ陸軍および武装親衛隊の独立重戦車大隊などがある。

## 各国の大隊
第二次世界大戦のころの各国の歩兵大隊は3個歩兵中隊と支援火器を装備する1個火器中隊を本部小隊が指揮する形が一般的だった。
一般的には1個大隊あたり12丁程度の機関銃を保有しており、軽火砲や迫撃砲などを装備していた。

### 大日本帝国陸軍

#### 歩兵大隊
明治23年11月1日制定時の「陸軍定員令」（明治23年11月1日勅令第267号）によると、当時の歩兵大隊の平時定員は次の通りであった。1個大隊は4個中隊から構成されていた。なお、本章において単に「軍曹」としたものは1等軍曹（判任官3等）または2等軍曹（判任官4等）の意味である。また、銃工長は1等軍曹相当官であり、銃工下長は2等軍曹相当官である。
- 大隊本部（人員16名、乗馬3頭）
  - 大隊長：少佐
  - 副官：中尉
  - 下副官たる曹長
  - 武器掛：軍曹
  - 喇叭長：軍曹
  - 書記2名：軍曹
  - 炊事掛2名：軍曹
  - 各部7名（1・2・3等軍吏、1・2・3等書記、1等軍医、2・3等軍医、1・2・3等看護長、銃工長、銃工下長）
- 中隊（人員136名（内、将校5名、下士10名、兵卒120名、各部1名）

よって、大隊全体では、将校22名、下士47名、兵卒480名、各部11名、総計560名の定員であった。
後年、編成は次のようになった。
- 大隊長
- 大隊本部：約120名
- 中隊（4個）：194名
- 機関銃中隊：約140名、HMG×8または約80名で機関銃4丁
- 歩兵砲小隊：56名（大隊に歩兵砲小隊を置かず、連隊に歩兵砲中隊を置く場合もあった）

#### 野砲大隊
- 大隊長
- 大隊本部
- 中隊（3個）
- 大隊段列（置かない場合もある）

### 陸上自衛隊

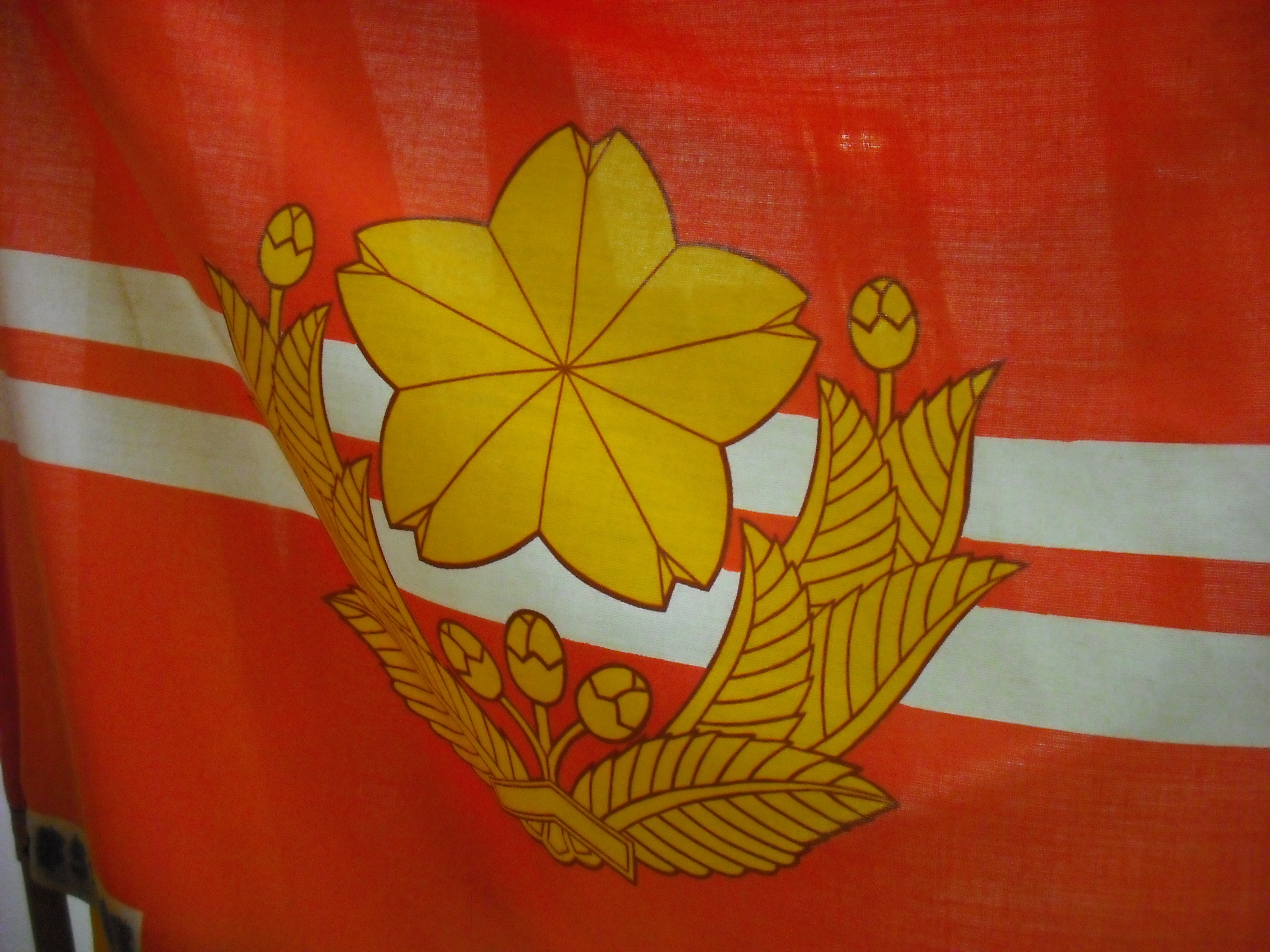
大隊旗、当該旗は主として2等陸佐が指揮する大隊・隊編成の部隊に授与されているため2本線が入っている。写真は対戦車隊旗

陸上自衛隊では、師団に特科大隊（特科連隊隷下）・高射特科大隊・偵察戦闘大隊・施設大隊・通信大隊・第1整備大隊および第2整備大隊（後方支援連隊隷下）、2等陸佐を隊長とする大隊規模の飛行隊・情報隊・特殊武器（化学）防護隊を、旅団に偵察戦闘大隊および2等陸佐を隊長とする大隊規模の高射特科隊・戦車隊・飛行隊・施設隊・通信隊・情報隊・特殊武器（化学）防護隊を置いているほか、水陸機動団に特科大隊・戦闘上陸大隊・後方支援大隊、第1空挺団に普通科大隊・特科大隊、方面直轄部隊隷下の大隊（第1特科団第1特科群隷下の特科大隊、各方面システム通信群隷下に基地システム通信大隊・指揮所通信大隊、各方面後方支援隊隷下に補給大隊・弾薬大隊・全般支援大隊・特科直接支援大隊・高射直接支援大隊・施設直接支援大隊・富士教育直接支援大隊、方面混成団隷下に教育大隊）などが置かれている。
普通科（歩兵）大隊は第一空挺団を除き置かれていない（そのため連隊の下に直接中隊が置かれることになる）が、代わりに状況に応じて普通科中隊と複数の職種の部隊からなる連合部隊である中隊戦闘群を編成することがあり、規模としては諸外国の大隊相当となる。そのような中隊戦闘群の指揮を任せるため、普通科中隊長には、本来なら大隊長クラスである3等陸佐が任ぜられることも少なくない。
1952年（昭和27年）7月24日の国会における政府答弁によると、当時の普通科連隊の大隊の定員は805名と、特科連隊の大隊の定員は609名と説明されている。
組織編成は次のとおり。
- 大隊長：2等陸佐またはそれに準ずる3等陸佐。上官の指揮監督を受け、大隊本部の事務を掌理し、大隊の隊務を統括する。駐屯地司令を兼任する大隊長は在任間に1等陸佐（三）へ昇任もしくは当該階級の者が着任する場合もある[注 3]。
- 大隊本部
  - 副大隊長（大隊の隊務につき大隊長を助け、大隊本部の部内の事務を整理し、大隊長に事故があるとき、または大隊長が欠けたときは、大隊長の職務を行う。）3等陸佐補職。（近年の幹部職充足率低下に伴い師団等直轄大隊を除き必置でなく、第3係主任、または隷下中隊の先任中隊長が兼務している場合もある）
  - 第1係主任（人事・庶務）：3等陸佐、若しくは1等陸尉補職
  - 第2係主任（情報・保全）：1等陸尉補職
  - 第3係主任（運用・訓練）：3等陸佐補職（ただし、副大隊長を兼務、若しくは第2係主任と第3係主任とが兼任される場合もある）
  - 第4係主任（兵站・後方）：1等陸尉補職
  - 幕僚
- 中隊、若しくはそれに準ずる隊（2個以上）、若しくは直轄小隊または班[注 4]

### アメリカ軍

#### 第二次世界大戦時の歩兵大隊
歩兵中隊3個に支援を行う重火器中隊を持っており同年代の日本軍などに比べると大隊レベルで豊富な支援火器を保有していた。
- 歩兵大隊
  - 本部中隊
    - 対戦車砲小隊（M1 57mm対戦車砲×3門）

  - 3個小銃中隊
    - 中隊本部
    - 3個小銃小隊
    - 火器小隊
      - 小隊本部（ブローニングM2重機関銃×1丁、バズーカ×5門）
      - 迫撃砲分隊（M2 60mm 迫撃砲×3門）
      - 機関銃分隊（ブローニングM1919中機関銃×2丁）

  - 重火器中隊
    - 1個迫撃砲小隊（M1 81mm 迫撃砲×6門）
    - 1個機関銃小隊（ブローニングM2重機関銃×4丁）

歩兵中隊は小銃3個小隊と火器小隊1個から編成され、火器小隊はM2 60mm 迫撃砲班3個と機関銃分隊2個からなっており、歩兵3個小隊を3門のM2 60mm 迫撃砲が支援するようになっていた。M1 81mm 迫撃砲は、重火器中隊の迫撃砲小隊に6門が配備されていた。